# Pitágoras de Samos (escultor)
Nota: se procura o filósofo de mesmo nome veja Pitágoras
Pitágoras foi um escultor da Grécia Antiga, nascido na ilha de Samos e ativo no século V a.C.  É possível que o outro Pitágoras escultor, referido como Pitágoras de Régio, seja a mesma pessoa.
Pitágoras se educou como pintor, mas depois se voltou para a escultura, especializando-se nas estátuas de atletas. Suas obras não chegaram aos nossos dias. Plínio, o Velho, diz que sua habilidade era superior à de Míron e que foi um dos primeiros a buscar um senso de ritmo e simetria em suas obras, antecipando o cânone de Policleto.